# Сторожева, Татьяна Андреевна
Татья́на Андре́евна Сто́рожева (род. 22 марта 1954, Водный, Краснодарский край), в девичестве Га́рбуз — советская легкоатлетка, специалистка по барьерному бегу и спринту. Выступала на всесоюзном уровне во второй половине 1970-х годов, бывшая рекордсменка мира в беге на 400 метров с барьерами, чемпионка СССР, победительница ряда крупных международных и всесоюзных стартов. Представляла Краснодар и спортивное общество «Трудовые резервы». Мастер спорта СССР международного класса. Тренер по лёгкой атлетике.

## Биография
Татьяна Гарбуз родилась 22 марта 1954 года. Уроженка хутора Водный Славянского района Краснодарского края, училась в местной средней школе, где увлеклась спортом благодаря учителю физкультуры Вячеславу Зосиму.
Занималась лёгкой атлетикой в Детско-юношеской спортивной школе Славянска-на-Кубани у тренера Николая Гоголева. Впоследствии проходила подготовку в Краснодаре под руководством заслуженного тренера СССР Анатолия Михайловича Никитина. Представляла добровольное спортивное общество «Трудовые резервы».
Первого серьёзного успеха на всесоюзном уровне добилась в сезоне 1975 года, когда на чемпионате страны в рамках VI летней Спартакиады народов СССР в Москве с командой РСФСР выиграла бронзовую медаль в зачёте эстафеты 4 × 400 метров.
В 1977 году в беге на 400 метров с барьерами превзошла всех соперниц в матчевых встречах со сборными ФРГ и США в Сочи, тогда как в матчевой встрече со сборными ГДР и Польши в Карл-Маркс-Штадте установила мировой рекорд — 55,74. Позднее на чемпионате СССР в Москве выиграла 400-метровый барьерный бег и стала серебряной призёркой в эстафете 4 × 400 метров. Также была лучшей в полуфинале Кубка Европы в Бухаресте, заняла второе место в финале Кубка Европы в Хельсинки, уступив на финише только восточногерманской бегунье Карин Росслей.
В 1979 году отметилась победами в Челябинске, Каунасе и Бухаресте. На чемпионате страны в рамках VII летней Спартакиады народов СССР в Москве пришла к финишу второй позади Марины Макеевой.
В июне 1980 года на всесоюзном старте в Москве завоевала золото и установила свой личный рекорд в барьерном беге на 400 метров — 54,80.
За выдающиеся спортивные достижения удостоена почётного звания «Мастер спорта СССР международного класса».
Впоследствии работала тренером-преподавателем в Детско-юношеской спортивной школы № 2 в Краснодаре.